# Angraecopsis parviflora
Angraecopsis parviflora là một loài thực vật có hoa trong họ Lan. Loài này được (Thouars) Schltr. mô tả khoa học đầu tiên năm 1914.